# Зорянська сільська рада (Ружинський район)
Зорянська сільська рада (до 1954 року — Ревуська сільська рада) — колишня адміністративно-територіальна одиниця та орган місцевого самоврядування у Ружинському районі Бердичівської округи, Київської й Житомирської областей Української РСР з адміністративним центром у с. Зоряне.

## Населені пункти
Сільській раді були підпорядковані населені пункти:
- с. Зоряне

## Населення
Відповідно до перепису населення СРСР, станом на 17 грудня 1926 року, чисельність населення ради становила 1 070 осіб, з них, за статтю: чоловіків — 515, жінок — 555; етнічний склад: українців — 844, росіян — 7, євреїв — 8, поляків — 211. Кількість господарств — 230, з них несільського типу — 5.
Станом на 5 грудня 2001 року, відповідно до перепису населення України, кількість мешканців сільської ради становила 374 особи.

## Історія
Створена 1923 року, як Ревуська сільська рада, в с. Ревуха Топорівської волості Сквирського повіту Київської губернії.
Станом на 1 вересня 1946 року Ревуська сільська рада входила до складу Ружинського району Житомирської області, на обліку в раді перебувало с. Ревуха.
Ліквідована 11 серпня 1954 року, внаслідок виконання указу Президії Верховної ради Української РСР «Про укрупнення сільських рад по Житомирській області», територію та с. Ревуха (згодом — Зоряне) включено до складу Зарудинецької сільської ради Ружинського району Житомирської області.
Відновлена 29 листопада 2001 року, відповідно до рішення Житомирської обласної ради «Про утворення в Ружинському районі Зорянської сільської ради», як Зорянська сільська рада, в с. Зоряне Ружинської селищної ради Ружинського району Житомирської області.
Виключена з облікових даних 17 липня 2020 року. Територію та населені пункти ради, відповідно до розпорядження Кабінету Міністрів України № 711-р від 12 червня 2020 року «Про визначення адміністративних центрів та затвердження територій територіальних громад Житомирської області», включено до складу Ружинської селищної територіальної громади Бердичівського району Житомирської області.